# Deep Down (Enrico Pieranunzi)
Deep Down è un album di Enrico Pieranunzi, Marc Johnson e Joey Baron, pubblicato dalla Soul Note Records nel 1987. Il disco fu registrato il 26 e 27 febbraio 1986 al Barigozzi Studio di Milano (Italia).

## Tracce
Lato A
1. Don't Forget the Poet – 7:00 (Enrico Pieranunzi)
2. Ev'rything I Love – 5:48 (Cole Porter)
3. We'll Be Together Again – 5:10 (Carl Fisher, Frankie Laine)
4. Someday My Prince Will Come – 6:18 (Frank Churchill, Larry Morey)

Lato B
1. Dee Song – 6:00 (Enrico Pieranunzi)
2. Our Romance – 4:45 (Enrico Pieranunzi)
3. TTT (Twelve Tone Tune) – 4:05 (Bill Evans)
4. Antigny – 3:40 (Marc Johnson)
5. Evans Remembered – 4:35 (Enrico Pieranunzi)

## Musicisti
- Enrico Pieranunzi - pianoforte
- Marc Johnson - contrabbasso
- Joey Baron - batteria